# Примиц, Юлия
Юлия Примиц (словен. Julija Primic) — муза и возлюбленная словенского поэта Франце Прешерна.

## Жизнеописание

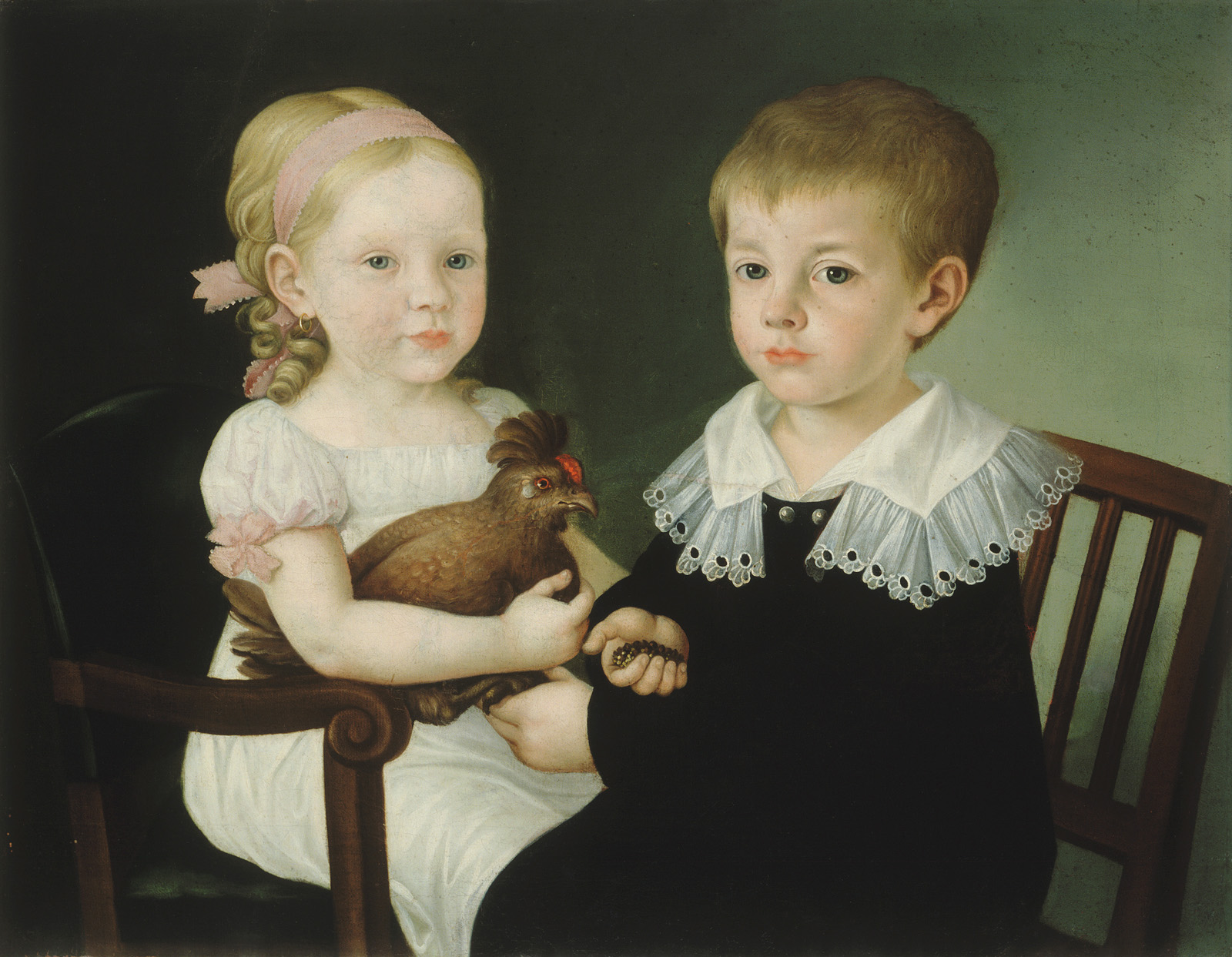
Юлия с братом Янезом, портрет Матея Лангуса

Юлия была вторым ребёнком в семье люблянского купца Антона Примица и Юлианы Хартль. Имела старшего брата Янеза. Всего спустя через два месяца после её рождения отец скончался. Несмотря на это, семья оставалась одной из самых богатых в Любляне. В 1822 году семья переехала в дом по улице Гледалишки (ныне Волфови). В 1832 году умирает Янез. В подростковом возрасте Юлия была замкнутой, поскольку мать придерживалась довольно строгих принципов. Лишь в редких случаях девушке дозволялось пойти в театр или на танцы. Круг общения не ограничивался лишь сверстниками из богатых семей. Домашние учителя привили Юлии основные правила этикета, обучили танцам и иностранным языкам.
Будучи одной из самых красивых и богатых девушек, в Любляне, Юлия не жаловалась на недостаток внимания со стороны кавалеров. Одним из её самых страстных почитателей стал выдающийся поэт Франце Прешерн. Хотя поэт так и не добился взаимности красавицы, ей он посвятил значительную часть своих произведений, включая вершину своего творчества — Венок сонетов. Впервые он встретил её в церкви в Страстную субботу 1833 года. Прешерну тогда шёл 33-й год, в то время как Юлии было лишь 17 лет. Воспитанная по немецким образцам и на немецком языке, она относилась к работам словенского поэта пренебрежительно и вряд ли их вполне понимала (за исключением некоторых немецких стихотворений, написанных Прешерном специально для неё в 1834 году). Есть основания полагать, что Юлия не отвергала Прешерна с самого начала и по крайне мере давала ему некоторую надежду, что следует из некоторых его стихотворений. В 1836 году в их отношениях произошёл окончательный разрыв.
28 мая 1839 года Юлия вышла замуж за Антона фон Шёйхенштуэля, сына баварского адвоката. Ему она родила пятерых детей: четырёх девочек и одного мальчика. Первый ребёнок, Мария Юлиана, родился в 1840 году, в следующем году — Мария Ана. В 1844 родилась Антония Мария, в 1846 году — Терезия Йожефа. В 1850 году семья переехала в Ново-Место, и в этом же году Юлия родила мальчика, которого назвали Йожеф Вилием.
26 октября 1855 года Юлия потеряла мать, которую, несмотря на её строгость, очень любила. Похоронили её на кладбище в поселении Шмихель в общине Ново-Место. 2 февраля 1864 года скончалась и сама Юлия, которую похоронили там же. Муж установил ей памятник, сохранившийся и поныне.